# 西班牙第二共和国
西班牙第二共和国（西班牙語：Segunda República Española），正式名称为西班牙共和国，是1931年4月14日在西班牙建立的共和国政权。1931年4月14日，西班牙国王阿方索十三世退位离国，西班牙第二共和国随之建立。1939年4月1日，西班牙第二共和国在内战中被佛朗哥领导的右派击败，佛朗哥遂在西班牙建立独裁统治。第二共和国统治西班牙共8年。
政权覆灭后，西班牙第二共和国残余人员成立西班牙共和国流亡政府，前往法国，法国陷落后迁往墨西哥城，战后回到巴黎，直到1977年西班牙民主转型的过程中，流亡政府解散。

## 建立
1930年1月28日，自1923年起掌握西班牙权力的首相普里莫·德里维拉内阁垮台，包括社会主义者和保守主义者在内的西班牙共和派得以联合。1930年8月17日，共和派主要领袖签署《圣塞瓦斯蒂安公约》，这是西班牙从君主制演变到共和制的关键。共和派借由《圣塞瓦斯蒂安条约》全面致力于推翻君主制、建立共和国，大部分民众也反对波旁王朝维持统治。1931年4月12日市政选举中，共和派获得压倒性胜利。2天后国王阿方索十三世退位，尼塞托·阿尔卡拉-萨莫拉领导的西班牙第二共和国临时政府成立。1931年5月28日西班牙举行大选，社会主义-共和执政联盟取得优势。1931年6月新宪法草案完成，12月1931年西班牙宪法正式执行。曼努埃尔·阿萨尼亚于10月14日正式接任总理，他承诺将用民主的方式将国家引入社会主义。
新宪法给予女性选举权、推行离婚合法化，确立言论自由和结社自由制度、剥夺了王公贵族的法律特权。此外，该宪法實行政教分離，天主教会的财产受政府控制，天主教会不再获许干预教育部门。西班牙学术界指出了该宪法对宗教的敌意，更有学者将其称作“20世纪最严重的敌视宪法”。何塞·奧特嘉·伊·加塞特曾说：“关于宪法中敌视宗教的条款，我认为是非常不合理的”。教宗庇护十一世更在《我们极可爱的》（拉丁語：Dilectissima Nobis）通谕中强烈谴责西班牙新宪法中的反宗教条款。
新宪法使公共设施、土地、银行和铁路国有化，赋予公民基本权利，但天主教徒受到限制。自1936年西班牙内战爆发起，1931年宪法成为一纸空文，那时西班牙共和国政府已经被社会主义和无政府主义者控制。1931年宪法也变更了西班牙的国家象征。国歌更改为西班牙立宪革命时期的《列戈颂》，红-金-紫三色旗成为西班牙第二共和国新的国旗。
加泰罗尼亚在1932年从马德里得到了自治权。在此之前的1932年8月，荷西·桑胡霍借反自治、反改革为由发动政变，被阿萨尼亚政府平息，但暂缓了阿萨尼亚政府的军事改革进度。阿萨尼亚的左派政府内部分歧也逐渐增大，而国内的右派也在干扰左派政府的改革，甚至导致武装冲突。巨大的政治分歧是西班牙第二共和国时代的典型特征。安达卢西亚、阿拉贡和加利西亚的自治事宜在内战爆发前仍处在谈判状态。

## 右派统治时期
在1933年的西班牙大选中，何塞·马利亚·吉尔-罗伯斯领导的西班牙右翼自治组织联合会（CEDA）和亚历杭德罗·莱罗克斯·加西亚的激进共和党（PRR）两个政党分列第一、第二，组成以亚历杭德罗为首的联合政府（吉尔-罗伯斯担任战争部长），将西班牙第二共和国带入右派统治时期（1933年－1936年）。
新政府叫停了前任政府的大部分改革。1934年10月1日，3名右翼自治组织联合会成员就任部长。10月4日，作为回应，社会主义者和无政府主义者领导阿斯图里亚斯工人宣布罢工。罢工者占领了首府奥维耶多，攻击官员和神职人员，放火焚烧剧院和大学。动乱持续到10月19日，佛朗哥等人带领军队平息了动乱，约3000人丧生、3萬至4萬人被捕，城市也被大规模毁坏。这次行动亦使佛朗哥得到了“阿斯图里亚斯屠夫”的绰号。在加泰罗尼亚的另一场自治运动也被镇压，示威者遭到逮捕和审判。
土地改革政策被叫停以及动乱的失败，使得左翼反抗者变得更为激进，尤其是西班牙工人社会党（PSOE），该党的新领袖主张社会主义革命。而中间派政党则在丑闻及权力斗争中逐渐衰落。西班牙共和国内部的政治分歧越来越大，这在1936年的大选中十分明显。

## 1936年大选

人民阵线旗帜

1936年1月7日，西班牙大选开始。大选期间，右派政府取消了对一些媒体的管制。社会主义者、共产党员和加泰罗尼亚、马德里的左翼共和派组成了人民阵线；卡洛斯主义者、主张王室复辟者，以及各右派政党组成了国民阵线；中间派政党毫无优势。大选总共有1000万人参加投票，弃权率达28%。2月16日，人民阵线获得胜利，左派再度统治西班牙。
大选后的数月，左右两派之间的冲突越来越多，极右的长枪党悄然崛起。长枪党领袖何塞·安东尼奥·普里莫·德里维拉，是前独裁者米戈尔·普里莫·德里维拉之子。长枪党也是西班牙内战时期叛军的主要组成部分。

## 内战前夕
1936年7月12日，共和国反法西斯军事联盟的何塞·卡斯蒂略被长枪党成员射杀。第二日，作为回击，反法西斯军事联盟的成员刺杀了何塞·卡尔沃·索特罗，他是右派反对党的主要成员，主张王室复辟，曾对西班牙士兵宣称要“把国家从共产主义中拯救出来”。右派对于索特罗事件表示抗议。这被认为是西班牙政治两极分化进一步加深的催化剂，此时长枪党已开始密谋发动军事政变推翻共和国。7月14日，法西斯武装人员与城市警察“突击卫队”发生冲突，造成至少4人死亡。
三日后（7月17日），西属摩洛哥发生军事叛乱，叛乱很快蔓延到西班牙本土，但大部分主要城市仍在共和国手中。西班牙内战爆发，约50万人将会在之后的战争失去性命。

## 西班牙内战
| 1936年7月国民军初始控制范围 1936年9月国民军控制范围 1937年10月国民军控制范围 1938年11月国民军控制范围 1939年2月国民军控制范围 共和军最后控制范围 国民军主要控制点 共和军主要控制点 | 地面战斗 海上战斗 空袭 集中营 屠杀 难民营 |

1936年至1939年西班牙内战图示
1936年7月国民军初始控制范围
1936年9月国民军控制范围
1937年10月国民军控制范围
1938年11月国民军控制范围
1939年2月国民军控制范围
共和军最后控制范围
国民军主要控制点
共和军主要控制点
地面战斗
海上战斗
空袭
集中营
屠杀
难民营

1936年7月17日，佛朗哥将军带领西属非洲叛军自摩洛哥出发，进攻西班牙本土，埃米利奥·莫拉则带领部队自纳瓦拉南下。加的斯、塞维利亚、薩拉戈薩和布尔戈斯都被叛军占领，各地的军事叛乱接连发生。共和国政府陷入混乱，包括总理在内的多名官员宣布辞职。为巩固地位，佛朗哥在多个叛军占领区实行了政治清洗。7月20日，另一名叛军的主要人物荷西·桑胡霍在前往西班牙的途中遭遇空难丧命，叛军的统治权转向北方的莫拉和南方的佛朗哥。
德國和意大利都对西班牙叛军实行了军事援助，葡萄牙则派遣了8000名的志愿军进入西班牙协助叛军。苏联则是共和国的最大援助者，他们提供了约806架飞机、362辆坦克和1555门大炮。此外，共产国际组织了全球50多个国家的志愿者，编为国际纵队帮助西班牙共和军作战。墨西哥则提供给共和国200万美元的援助，包括2万支步枪，28万颗子弹，8门大炮和少数美制飞机。英国、法国、中国和美国宣布不干涉。
9月21日，在萨拉曼卡的会议中，佛朗哥被选为西班牙国民军总指挥。9月27日，托莱多攻城结束，国民军获胜。国民军很快对马德里形成了南北夹击的形势。由于共和军的拼命抵抗，国民军进展缓慢，迟迟无法进攻马德里。双方进入胶着状态。11月20日，长枪党创始人德里维拉在狱中被共和派官员下令处决。1937年4月，德国秃鹰军团发起格尔尼卡大轰炸，小镇格尔尼卡在3小时的密集轰炸后被彻底摧毁。1937年末，巴斯克、阿拉贡等地区陷落。国民军在12月末发起特鲁尔战役，至1938年2月结束，共和军蒙受巨大损失。3月国民军发动阿拉贡攻势，粉碎了共和军的大部分军事力量。
1938年7月－11月共和军发起厄波羅河戰役，试图扭转局势，但遭到了重大失败。国民军紧随于12月发动加泰罗尼亚攻势。1939年初，巴塞罗那陷落，共和国残余的防线很快被突破，国民军于3月拿下马德里。4月1日，西班牙第二共和国覆亡，西班牙进入佛朗哥时期。

## 流亡政府
第二共和国覆灭后，总统曼努埃尔·阿萨尼亚和总理胡安·内格林流亡法国。1940年11月阿萨尼亚逝世，迭戈·马丁内斯·巴里奥接任总统。法国沦陷后，西班牙共和国流亡政府迁往墨西哥城。胡安·内格林于1945年卸任总理，何塞·基拉尔继任总理。
1945年第二次世界大战结束后，流亡政府希望胜利的盟军能帮助推翻佛朗哥政权，但希望破灭，流亡政府的影响力大减。1946年流亡政府迁回巴黎。流亡政府与墨西哥、巴拿马、危地马拉、委內瑞拉、波兰、捷克斯洛伐克、匈牙利、南斯拉夫、羅馬尼亞和阿尔巴尼亚建立了外交关系。美国、英国和苏联没有承认流亡政府。
1975年，佛朗哥去世，波旁王朝的胡安·卡洛斯一世重建民主制度，西班牙进入民主转型期。1977年，流亡政府决定承认君主立憲制，7月1日正式解散。

### 引用
1. ↑  Javier Rubio, Los reconocimientos diplomáticos del Gobierno de la República española en el exilio[永久]
2. ↑  Casanova 2010，第10頁
3. ↑  Casanova 2010，第1頁
4. ↑  Mariano Ospina Peña, La II República Española, caballerosandantes.net/videoteca.php?action=verdet&vid=89
5. ↑  Casanova 2010，第18頁
6. ↑  Casanova 2010，第7頁
7. ↑  Casanova 2010，第28頁
8. ↑  Smith, Angel, Historical Dictionary of Spain （页面存档备份，存于）, p. 195, Rowan & Littlefield 2008
9. ↑  Stepan, Alfred, Arguing Comparative Politics （页面存档备份，存于）, p. 221, Oxford University Press
10. ↑  Paz, Jose Antonio Souto Perspectives on religious freedom in Spain （页面存档备份，存于） Brigham Young University Law Review Jan. 1, 2001
11. ↑  Dilectissima Nobis,  2 (On Oppression Of The Church Of Spain)
12. ↑  Payne, Stanley G. . University of Wisconsin Press (Library of Iberian resources online). 1973,. 2, Ch. 25: 632  [30 May 2007]. （原始内容存档于2019-02-18）.
13. ↑  Payne, Stanley G. . University of Wisconsin Press (Library of Iberian resources online). 1973,. 2, Ch. 26: 646–47  [15 May 2007]. （原始内容存档于2017-11-08）.
14. 1 2  .   [2013-12-07]. （原始内容存档于2009-07-06）.
15. ↑  Unearthing Franco's Legacy, p.61, University of Notre Dame Press, 2010
16. ↑  Jackson, Gabriel. The Spanish Republic and the Civil War, 1931-1939. Princeton University Press. Princeton. 1967. p.161
17. ↑  Thomas, Hugh. The Spanish Civil War. Penguin Books. 2001. London. p.136
18. ↑  Spain 1833-2002, p.133, Mary Vincent, Oxford, 2007
19. ↑  Payne, Stanley G. (2006). The collapse of the Spanish Republic, 1933-1936: origins of the Civil War. Yale University Press. ISBN 0-300-11065-0. P.175
20. ↑  "Uneasy path". Evening Post, Volume CXXI, Issue 85, 9 April 1936. （页面存档备份，存于） National Library of New Zealand. Retrieved 24 October 2013.
21. ↑  Beevor 2006，第51頁
22. 1 2  帝国战争博物馆.  (PDF). 2002  [27 April 2013]. （原始内容 (PDF)存档于2013-12-11）.
23. ↑  The number of casualties is disputed; estimates generally suggest that between 500,000 and 1 million people were killed. Over the years, historians kept lowering the death figures and modern research concludes that 500,000 deaths is the correct figure. Thomas Barria-Norton, The Spanish Civil War (2001), pp. xviii & 899–901, inclusive.
24. ↑  .   [2013-12-07]. （原始内容存档于2013-12-13）.
25. ↑  Thomas, Hugh. The Spanish Civil War. Penguin Books. London. 2001. pp.95-97
26. ↑  Academy of Sciences of the USSR, International Solidarity with the Spanish Republic, 1936-1939 (Moscow: Progress, 1974), 329-30
27. ↑  BOOK REVIEW: 'We Saw Spain Die': Spanish Civil War Attracted Famous Writers, Activists, But Most of All Some of the World's Best Foreign Correspondents
28. ↑  .   [2013-12-07]. （原始内容存档于2011-07-26）.
29. ↑  Preston, Paul, Franco and Azaña （页面存档备份，存于）, Volume: 49 Issue: 5, May 1999, pp. 17–23
30. ↑  Beevor, Antony (2006). The Battle for Spain: the Spanish Civil War, 1936-1939. New York: Penguin Books. p. 423. ISBN 0-14-303765-X.
31. ↑  Yossi Shain (ed). Governments-in-Exile in Contemporary World Politics. New York: Routledge. 1991. p. 152.
32. ↑  Martin Ebon. World Communism Today. New York: Whittlesey House. 1948. p. 252.